# Åke Kastlund
Per Åke Kastlund, född 22 februari 1916 i Avesta, död den 3 augusti 1999 i Västerås, var en svensk biskop. 

## Biografi
Kastlund avlade teologie kandidatexamen 1943 och var kyrkoadjunkt i Västerås domkyrkoförsamling 1946–1952. Han tjänstgjorde därefter inom Lutherska världsförbundet i norra Sydamerika, Centralamerika och Mexico 1952–1956 och var direktor inom förbundets svenska sektion 1956–1970.
Under åren 1970–1972 var Kastlund pastor primarius och domprost i Stockholms stift samt kyrkoherde i Stockholms storkyrkoförsamling och slutligen biskop i Strängnäs stift åren 1972–1982.
Vid sidan av sin prästerliga karriär hade Kastlund olika uppdrag och var svensk delegat i flera kyrkliga världskonferenser. Han gav ut tidskriften Lutherhjälpen 1956–1970 och var styrelseledamot för Internationella Lutherhjälpen 1963–1970 och ordförande 1970–1977. Han arbetade också för Kyrkornas världsråds hjälpavdelning 1968–1971.
Kastlund blev hedersdoktor vid Mühlenberg College i Allentown i Pennsylvania 1973. Han är begravd på Östra kyrkogården i Västerås.